# Helma Cardauns
Helma Cardauns, verheiratet Helma Verbeek oder Helma Verbeek-Cardauns (* 8. Juli 1913 in Bonn; † 21. März 2004 in Bonn) war eine deutsche Schriftstellerin.

## Leben

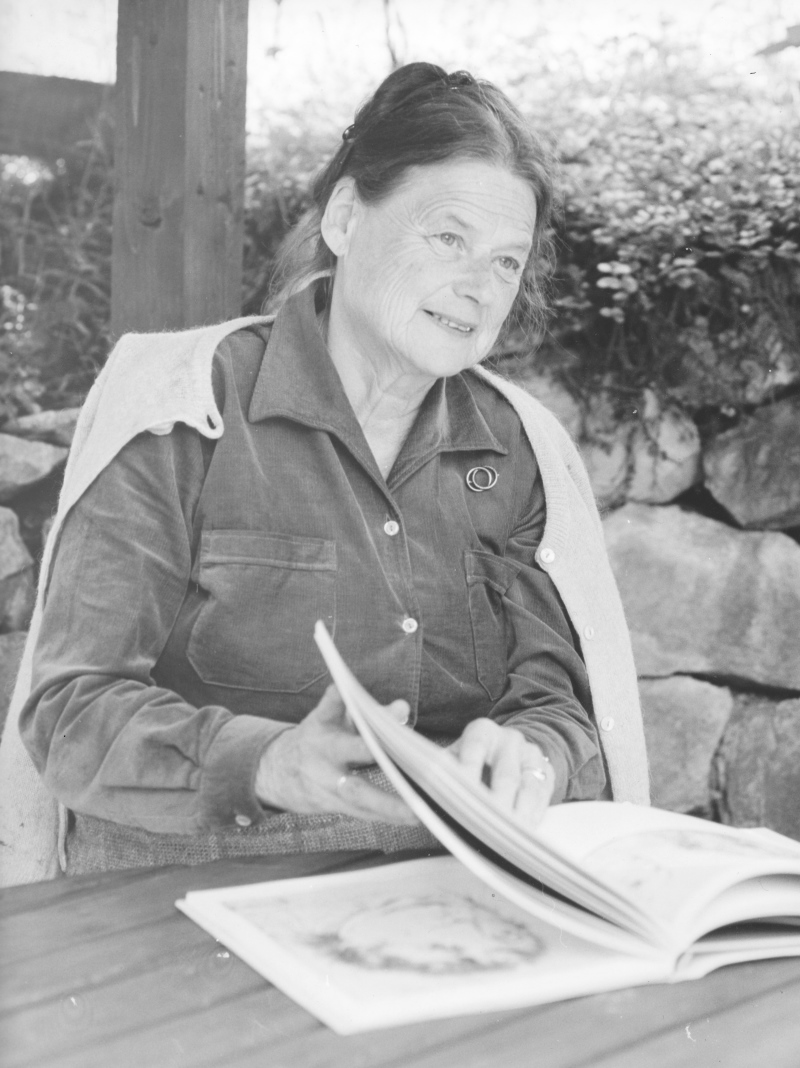
Helma Cardauns im Frühling 1982

Helma Cardauns, die einer großbürgerlichen Familie entstammte, wuchs ab 1915 bei ihren Großeltern, dem Architekten Heinrich Krings und seiner Frau, in Köln auf, wo sie das Gymnasium besuchte. 1929 brach sie diese Schulausbildung ab und lebte bis 1931 bei ihrer Mutter in Rom. Nach ihrer Rückkehr nach Köln absolvierte sie ein Volontariat bei der Kölnischen Volkszeitung. Von 1933 bis 1936 studierte sie Germanistik, Philosophie und katholische Theologie an der Universität Bonn.

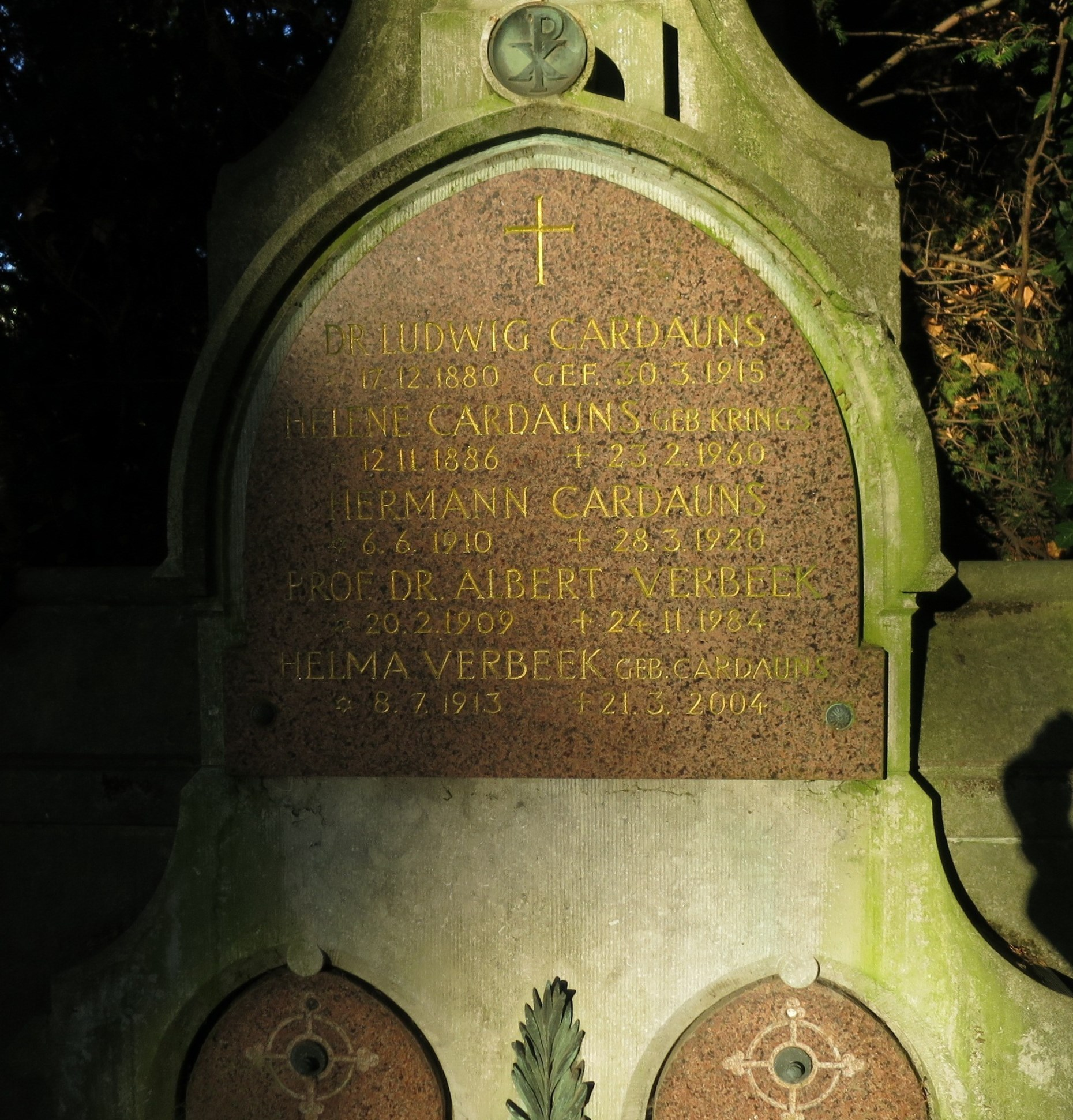
Grabinschrift

1937 heiratete sie den Kunsthistoriker und späteren Rheinischen Landeskonservator Albert Verbeek. Neben der Erziehung ihrer fünf Söhne, deren jüngster der Künstler Egbert Verbeek ist, widmete sich Helma Cardauns in den Nachkriegs- und 1950er Jahren sowie erneut ab den 1970er Jahren der Literatur. Ab 1957 lebte sie mit ihrem Ehemann in Bonn, zeitweise auch in Altenahr-Kirchsahr.
Helma Cardauns’ Werk umfasst Romane, Erzählungen und Gedichte. Besonders erfolgreich war sie mit ihrer autobiografischen Trilogie, bestehend aus den Romanen Eine Kölner Kindheit, Luftwurzeln und Espenlaub und Lorbeerblatt.
Helma Cardauns war Mitglied des Verbandes Deutscher Schriftsteller. 1993 erhielt sie den KölnLiteraturPreis.
Sie starb 2004 im Alter von 90 Jahren und wurde im Familiengrab auf dem Kölner Friedhof Melaten (Flur 55) beigesetzt.

## Werke
- Die Lukasbrüder, Kempen, Niederrh. 1947 (unter dem Namen Helma Verbeek-Cardauns)
- Wer ist ärmer als ein Kind, Köln 1956 (unter dem Namen Helma Verbeek-Cardauns)
- Kleine Kinder, kleine Sorgen, Köln 1957 (unter dem Namen Helma Verbeek-Cardauns)
- Verbrannte Hecken, Köln 1958 (unter dem Namen Helma Verbeek-Cardauns)
- Joint, Wuppertal-Barmen 1971
- Eis-Schollen-Gang, Köln [u. a.] 1973
- Das Sommerfest in der Winternacht, Weinheim (Bergstraße) 1974
- Die Galgenfrist, Bonn 1980
- Orchideenzunge, Bonn 1980
- Das Haus und die Füchse, Bonn 1981
- Die Wenig-Marie und andere schlesische Geschichten, Köln 1982
- Riehler Straße 13, Köln 1985
- Eine Kölner Kindheit, Unkel/Rhein [u. a.] 1991
- Luftwurzeln, Unkel/Rhein [u. a.] 1993
- Espenlaub und Lorbeerblatt, Unkel/Rhein [u. a.] 1996